# 1995年亚洲柔道锦标赛
1995年亚洲柔道锦标赛于当年11月20日-23日在印度新德里举办。 

## 奖牌概况

### 男子项目
| 项目                           | 金牌                          | 银牌                              | 铜牌                             |
| 特轻量级 (60 公斤级) （詳細）  | 德野和彦（日本）              | Alisher Mukhtarov（乌兹别克斯坦） | Narender Singh（印度）           |
| 特轻量级 (60 公斤级) （詳細）  | 德野和彦（日本）              | Alisher Mukhtarov（乌兹别克斯坦） | 金钟元（大韩民国）               |
| 次轻量级 (65公斤级) （詳細）   | 金大益（大韩民国）            | Najib Aga（印度）                 | 张光军（中国）                   |
| 次轻量级 (65公斤级) （詳細）   | 金大益（大韩民国）            | Najib Aga（印度）                 | P. Nyalhagva（蒙古国）           |
| 轻量级 (71公斤级) （詳細）     | 中村兼三（日本）              | 郭大成（大韩民国）                | Akhat Achirov（哈萨克斯坦）      |
| 轻量级 (71公斤级) （詳細）     | 中村兼三（日本）              | 郭大成（大韩民国）                | Khalium Boldbaatar（蒙古国）     |
| 次中量级 (78公斤级) （詳細）   | 泷本诚（日本）                | 赵麟彻（大韩民国）                | Vladimir Chmakov（乌兹别克斯坦） |
| 次中量级 (78公斤级) （詳細）   | 泷本诚（日本）                | 赵麟彻（大韩民国）                | Yuan Chao（中国）                |
| 中量级 (86公斤级) （詳細）     | 全己盈（大韩民国）            | Sergey Alimzhanov（哈萨克斯坦）   | Masaru Tanabe（日本）            |
| 中量级 (86公斤级) （詳細）     | 全己盈（大韩民国）            | Sergey Alimzhanov（哈萨克斯坦）   | Armen Bagdasarov（乌兹别克斯坦） |
| 次重量级(95公斤级) （詳細）    | Sergey Shakimov（哈萨克斯坦） | Takeshi Kozai（日本）             | Qiad Chunlin（中国）             |
| 次重量级(95公斤级) （詳細）    | Sergey Shakimov（哈萨克斯坦） | Takeshi Kozai（日本）             | 金载植（大韩民国）               |
| 重量级 (95公斤以上级) （詳細） | 篠原信一（日本）              | Dmitry Solovyov（乌兹别克斯坦）   | 刘胜刚（中国）                   |
| 重量级 (95公斤以上级) （詳細） | 篠原信一（日本）              | Dmitry Solovyov（乌兹别克斯坦）   | Rahimov Saidahtam（塔吉克斯坦）  |
| 无差别 （詳細）                | 篠原信一（日本）              | 巴达玛宁布·巴特额尔登（蒙古国）   | Nurullo Loikov（塔吉克斯坦）     |
| 无差别 （詳細）                | 篠原信一（日本）              | 巴达玛宁布·巴特额尔登（蒙古国）   | 刘胜刚（中国）                   |

### 女子项目
| 项目                           | 金牌                       | 银牌                             | 铜牌                            |
| 特轻量级 (48公斤级) （詳細）   | 长井淳子（日本）           | 余淑珍（中華臺北）               | 汤礼红（中国）                  |
| 特轻量级 (48公斤级) （詳細）   | 长井淳子（日本）           | 余淑珍（中華臺北）               | Ataeva Galina（土库曼斯坦）     |
| 次轻量级 (52公斤级) （詳細）   | Park Mi-Ja（大韩民国）     | 冼东妹（中国）                   | Atsuko Takeda（日本）           |
| 次轻量级 (52公斤级) （詳細）   | Park Mi-Ja（大韩民国）     | 冼东妹（中国）                   | Sunith Thakur（印度）           |
| 轻量级 (56公斤级) （詳細）     | 郑善溶（大韩民国）         | 增地千代里（日本）               | Huang Al-Chun（中華臺北）       |
| 轻量级 (56公斤级) （詳細）     | 郑善溶（大韩民国）         | 增地千代里（日本）               | Liu Liang（中国）               |
| 次中量级 (61公斤级) （詳細）   | 郑成淑（大韩民国）         | Liu Lizhe（中国）                | 惠本裕子（日本）                |
| 次中量级 (61公斤级) （詳細）   | 郑成淑（大韩民国）         | Liu Lizhe（中国）                | V.Katsouleva（哈萨克斯坦）      |
| 中量级 (66公斤级) （詳細）     | 吴玫玲（中華臺北）         | Aiko Oishi（日本）               | 王显波（中国）                  |
| 中量级 (66公斤级) （詳細）     | 吴玫玲（中華臺北）         | Aiko Oishi（日本）               | 曹敏仙（大韩民国）              |
| 次重量级(72公斤级) （詳細）    | Yuriko Fukuba（日本）      | Evguenia Bogounova（哈萨克斯坦） | Nazarenko Olessia（土库曼斯坦） |
| 次重量级(72公斤级) （詳細）    | Yuriko Fukuba（日本）      | Evguenia Bogounova（哈萨克斯坦） | Chen Chiu-Ping（中華臺北）      |
| 重量级 (72公斤以上级) （詳細） | Lee Hyun-Kyung（大韩民国） | Yukari Asada（日本）             | M.Daouletkere（哈萨克斯坦）     |
| 重量级 (72公斤以上级) （詳細） | Lee Hyun-Kyung（大韩民国） | Yukari Asada（日本）             | Sun Yanyan（中国）              |
| 无差别 （詳細）                | 孙贤美（大韩民国）         | Nadajda Teltakova（土库曼斯坦）  | Sun Yanyan（中国）              |
| 无差别 （詳細）                | 孙贤美（大韩民国）         | Nadajda Teltakova（土库曼斯坦）  | Yuko Tonooka（日本）            |

### 奖牌榜
| 排名 | 国家／地区 | 金牌 | 银牌 | 铜牌 | 總數 |
| ---- | ---------- | ---- | ---- | ---- | ---- |
| 1    | 日本       | 7    | 4    | 4    | 15   |
| 2    |            | 7    | 2    | 3    | 12   |
| 3    |            | 1    | 2    | 3    | 6    |
| 4    | 中華臺北   | 1    | 1    | 2    | 4    |
| 5    | 中國       | 0    | 2    | 10   | 12   |
| 6    |            | 0    | 2    | 2    | 4    |
| 7    |            | 0    | 1    | 2    | 3    |
| 7    | 蒙古国     | 0    | 1    | 2    | 3    |
| 9    | 印度       | 0    | 1    | 1    | 2    |
| 10   |            | 0    | 0    | 2    | 2    |
| 11   | 印度尼西亞 | 0    | 0    | 1    | 1    |
| 总计 | 总计       | 16   | 16   | 32   | 64   |